# Andån (naturreservat)
Andån är ett naturreservat i Ovanåkers kommun i Gävleborgs län.
Området är naturskyddat sedan 2003 och är 141 hektar stort. Reservatet omfattar den nedre delen av Andån med omgivning och  består av myrmark, sumpskog och fuktängar. 